# Аерофототопографічне знімання
Аерофототопографі́чна зйо́мка (рос. аэрофототопографическая съемка, англ. aerophototopography, aerial phototopography, нім. Aerophototopographie, phototopographische Luftaufnahme) — топографічна зйомка на основі аерофотозйомки. Метод створення топографічних планів і карт і отримання числових характеристик місцевості (профілі, цифрові моделі тощо) з використанням аерофотознімків. Включає аерофотозйомку, польові топогеодезичні роботи і камеральні фотограметричні роботи.
А.з. — осн. метод картографування території в різних масштабах, У геології і гірничій справі матеріали А.з. широко використовуються для створення топографічної основи геол. карт, прив'язки точок гірничо-геол. об'єктів, визначення запасів корисних копалин тощо. Розрізнюють комбінований і стереотопографічний методи А.з.
При комбінованому методі А.з. контурна частина плану створюється камерально по одиничних аерофотознімках, а рельєф знімають у полі тахеометром або мензулою. Метод застосовують головним чином при картуванні рівнинних районів. По аерофотознімках за допомогою фототрансформатора створюється фотоплан за допомогою одиничного проектора — графічний план. Дешифрування аерознімків при великомасштабній зйомці виконих знімків. Стереотопографічний метод передбачає створення контурної і висотної частини плану в камеральних умовах за допомогою універсальних стереофотограмметричних приладів.
Найбільший ефект стереотопографічний метод дає при складанні планів горбистих та гірських районів.